# Leo Nagel
Leo Nagel (15. března 1835 Kvasice – 12. dubna 1891 Šluknov) byl rakouský a český právník, spisovatel a politik německé národnosti, v závěru 19. století poslanec Českého zemského sněmu.

## Biografie
Od roku 1853 studoval právo na Karlo-Ferdinandově univerzitě v Praze, kde v říjnu 1858 získal titul doktora práv. Zpočátku byl na praxi v Praze. Od dubna 1866 působil jako zemský advokát v Šluknově. Působil i literárně. Zpočátku publikoval své prózy anonymně, kritikou bylo jeho dílo oceňováno jako pravdivé. Angažoval se i politicky. Stal se okresním starostou ve Šluknově a tuto funkci pak nepřetržitě zastával.
Koncem 80. let 19. století se zapojil i do zemské politiky. Ve volbách v roce 1889 byl zvolen v městské kurii (volební obvod Georgswald, Königswald) do Českého zemského sněmu. Uvádí se jako německý liberál (takzvaná Ústavní strana, liberálně a centralisticky orientovaná, odmítající federalistické aspirace neněmeckých etnik, později Německá pokroková strana). Kvůli zhoršujícímu se zdravotnímu stavu se ovšem již na práci sněmu výrazněji nepodílel.
Zemřel v dubnu 1891.